# Pteropus niger
Pteropus niger là một loài động vật có vú trong họ Dơi quạ, bộ Dơi. Loài này được Kerr mô tả năm 1792.

## Hình ảnh

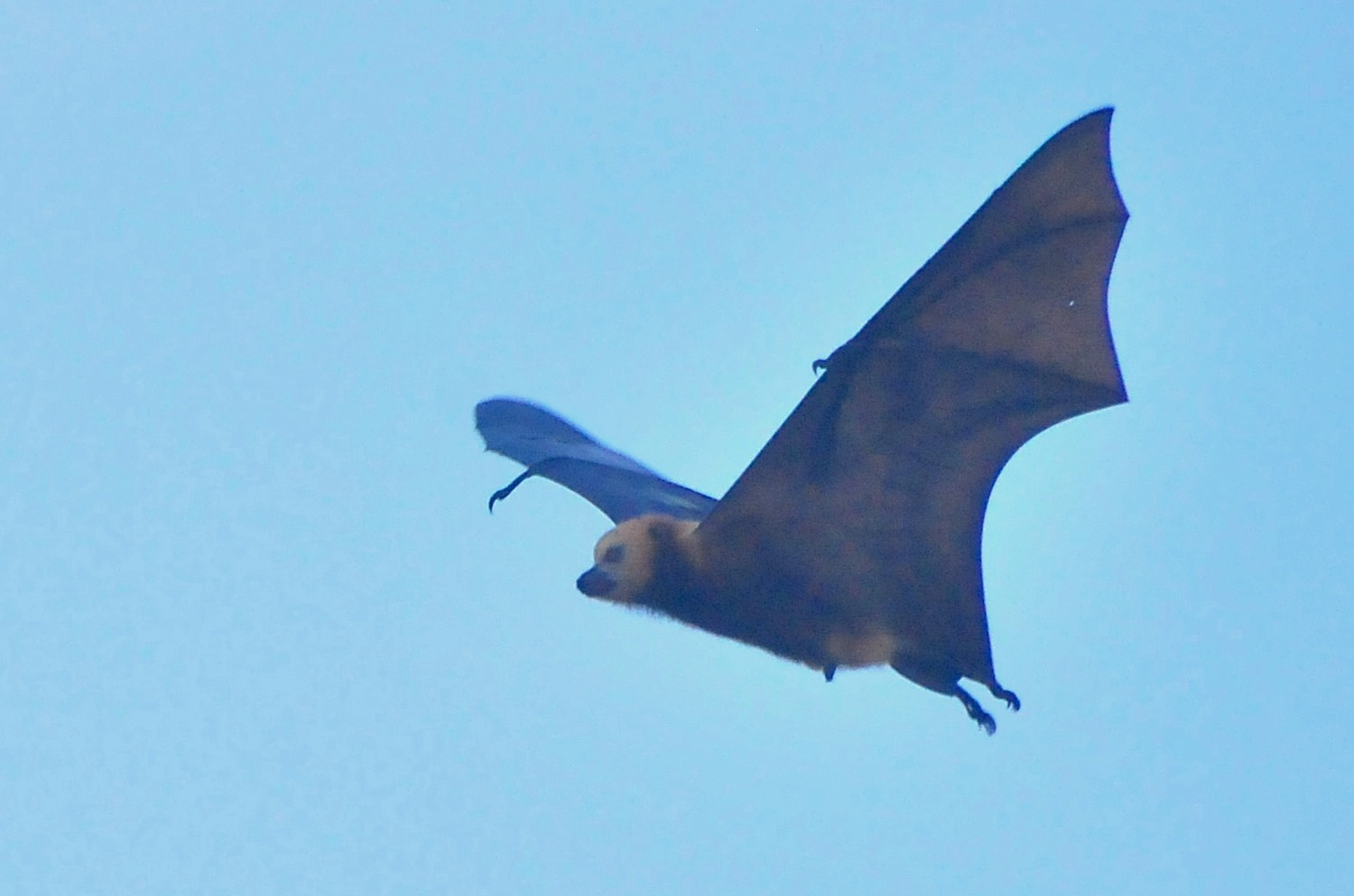
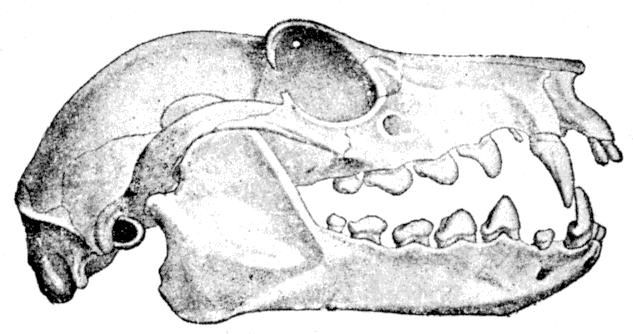